# گمینا میزنا
گمینا میزنا (به لهستانی:  Gmina Miedzna) یک گمینا در لهستان است که در شهرستان ونگروف واقع شده‌است. گمینا میزنا ۱۱۵٫۷۸ کیلومتر مربع مساحت و ۴٬۰۳۳ نفر جمعیت دارد.